# Jane Fawcett
Jane Fawcett MBE (de soltera Hughes; Londres, 4 de marzo de 1921 – Oxford, 21 de mayo de 2016) fue una criptoanalista británica, cantante y conservadora del patrimonio. Recientemente se dio a conocer por su papel en la decodificación de un mensaje, que llevó al hundimiento del acorazado alemán Bismarck. De 1963 a 1976, fue secretaria de la Sociedad Victoriana. Escribió y editó obras como The Future of the Past, Seven Victorian Architects, The Village in History y Save the City.

## Primeros años
Janet Carolin (o Caroline) Hughes se crio en Londres y asistió a la Miss Ironside's School for Girls en Kensington. Se formó como bailarina de ballet y fue admitida en la Royal Ballet School. Con 17 años, le dijeron que era "demasiado alta" para ser bailarina profesional, y su prometedora carrera de ballet terminó. Luego fue enviada a Zúrich para aprender alemán, y poco después se trasladó a la estación de esquí de Sankt Moritz.
Después de seis meses, sus padres le dijeron que volviera a casa para "salir" como debutante. Hughes encontró ese estilo de vida aburrido, "una completa pérdida de tiempo" y se sintió aliviada cuando fue invitada por un amigo a postularse para el proyecto de Bletchley Park.

## Criptoanalista
En 1940, cuando tenía 18 años, Hughes fue entrevistada por el criptoanalista Stuart Milner-Barry y se unió al proyecto secreto para decodificar mensajes en Bletchley Park. Se unió a un grupo de mujeres conocidas como "Debs of Bletchley Park", llamadas así porque eran mujeres reclutadas de clases altas, debutantes, para trabajar en secreto como parte del proyecto Enigma. Hughes fue asignada al Hut 6, un "cuarto de decodificación" solamente para mujeres. Las condiciones eran deficientes (con poca luz, poca calefacción y poca ventilación) y las mujeres trabajaban muchas horas bajo una presión extrema. En el Hut 6, Hughes y otras mujeres como ella recibían las claves diarias de Enigma y las tecleaban en sus propias máquinas Typex para determinar si los mensajes estaban escritos en un alemán reconocible.
El 25 de mayo de 1941, algunas mujeres fueron informadas sobre la búsqueda del acorazado alemán Bismarck. Poco después, Hughes descifró un mensaje que se refería al Bismarck y detallaba su posición y destino actual en Francia. El Bismarck fue posteriormente atacado por la Marina Real británica y hundido el 27 de mayo. Esta fue la primera victoria significativa de las decodificadoras, demostrando la utilidad del proyecto.

Su trabajo no salió a la luz hasta décadas más tarde, durante los años 90, ya que la historia había sido clasificado bajo la Official Secrets Act de Reino Unido de 1939. En comparación con la reconocida actuación de la Marina, Fawcett expresó un cierto malestar:
"Nos sentíamos un poco avergonzadas de haber contribuido sólo en Bletchley como aficionadas. Así que, cuando todo lo que habíamos hecho, que sabíamos que había sido un trabajo muy duro e increíblemente exigente, de repente salió a la luz y nos pidieron que habláramos de ello, nos sobrepasó. Nunca se lo había dicho a nadie, ni siquiera a mi marido. Mis nietos se sorprendieron mucho".
Fawcett fue una de las personas vivas que Michael Smith entrevistó para su libro The Debs of Bletchley Park and Other Stories (2015).

## Cantante de ópera
El servicio de Hughes en Bletchley Park terminó en mayo de 1945. Al terminar la guerra, se casó con Edward Fawcett, tomó su apellido y se formó en la Royal Academy of Music. Desde el final de la guerra hasta principios de la década de 1960, tuvo una carrera de 15 años como cantante de ópera. Interpretó a Escila en Escila y Glauco de Jean-Marie Leclair y la hechicera en Dido y Eneas de Henry Purcell. También actuó como cantante solista de recitales.

## Conservadora
En 1963, asumió un cargo ejecutivo en la Victorian Society, fundada en 1957 como una organización de preservación del patrimonio centrada en arquitectura y obras victorianas. En su calidad de secretaria, fue la directora ejecutiva, trabajando en estrecha colaboración con el director Nikolaus Pevsner, para salvar muchos edificios de la demolición.
Fue apodada "la furiosa señora Fawcett" por su papel en la lucha con el British Rail para preservar las estaciones de tren históricas, y su labor fue fundamental en la preservación de la Estación de Saint Pancras de Londres en 1967, y el gótico Midland Grand Hotel (ahora conocido como el Saint Pancras Renaissance London Hotel). También trabajó para salvar de la destrucción a gran parte del Whitehall de Londres.
Su marido se unió a ella en el trabajo de preservación histórica en 1965, afiliándose primero a la Garden History Society, y luego, en 1969, a la Fundación Nacional para Lugares de Interés Histórico o Belleza Natural en un trabajo a tiempo completo. En 1976, fue nombrada miembro de la Orden del Imperio Británico (MBE) y renunció al liderazgo activo. En años posteriores, enseñó conservación en la Architectural Association School of Architecture.

## Vida personal
Hughes conoció al oficial de la Marina Real Edward "Ted" Fawcett (22 de septiembre de 1920 - 19 de octubre de 2013) durante la Segunda Guerra Mundial y se casó con él poco después. La pareja tuvo dos hijos, Carolin, una cantante de ópera, y James, un neurólogo experimental.

## Reconocimientos
- Miembro de la Orden del Imperio Británico (MBE) en 1976.[10]
- Miembro de honor la Architectural Association School of Architecture en 1976.[7][10]